# باول ماير
باول ماير (بالإنجليزية: Paul Meier)‏ هو رياضياتي أمريكي، ولد في 24 يوليو 1924 في نيوآرك في الولايات المتحدة، وتوفي في 7 أغسطس 2011 في نيويورك في الولايات المتحدة.